# Дуб черешчатий (Коржі)
Дуб чере́шчатий — ботанічна пам'ятка природи місцевого значення в Україні. Розташована в межах Решетилівського району Полтавської області, в центральній частині села Коржі. 
Площа 0,25 га. Статус надано згідно з рішенням облради від 28.02.1995 року. Перебуває віданні Лобачівської сільської ради. 
Статус надано для збереження одного екземпляра дуба черешчатого. Вік дерева становить 130 років. Обхват стовбура на висоті 1,3 м. у 2021 році становив 330 см. Дерево рясно плодоносить. Є багато сухих гілок і дупла птахів.